# Pianepsione
Pianepsione (in greco antico: Πυανεψιών?, Pyanepsiòn) era il nome del quarto mese del calendario attico nell'antica Grecia. 

## Caratteristiche
Corrispondeva alla prima parte dell'autunno (da metà ottobre a metà novembre), che coincideva col periodo della vendemmia. Durante il mese di pianepsione si celebravano ad Atene diverse feste: 
- le Tesmoforie
- le Pianepsie
- le Oscoforie
- le Tesee
- le Apaturie
- le Efestie